# Асклепиодот Александрийский
Асклепиодот Александрийский (др.-греч. Άσκληπιόδοτος; V в.) — позднеантичный философ
-неоплатоник. Родился в Александрии, был учеником Прокла в Афинах. В дальнейшем жил в Афродисиаде, где руководил философской школой совместно со своим тезкой Асклепиодотом, на чьей дочери Дамиане был женат. Он написал комментарии к платоновскому диалогу «Тимей», однако они утрачены.
Дамаский, которого он учил, отзывается о нём пренебрежительно, отчасти вследствие его невнимания к наследию оракулов:

Ум Асклепиодота был не так совершенен, как многие думают. Он ставил очень тонкие вопросы, но его объяснения были недостаточно понятны. Его ум был неровным, особенно в рассуждениях о божественной материи — невидимой и интеллигибельной концепции платоновской высокой мысли. Ещё труднее ему давалось понимание высшей мудрости орфических и Халдейских оракулов, которая выходит за пределы здравого смысла
.
Он и его жена посетили гробницу Исиды около Мемфиса в Египте, чтобы излечиться от бесплодия Дамианы. Ребёнок родился, но местные христиане объявили, что он был принесён от жрицы, и это обстоятельство послужило поводом для разрушения гробницы.